# Mircea Dinescu
Mircea Dinescu, född 11 november 1950 i Slobozia, Rumänien, är en rumänsk poet, journalist och utgivare. Han debuterade 1971 med sin diktsamling Åkallan av ingen (Invocaţie nimănui) och har sedan dess givit ut ett tiotal böcker. Hans stil har beskrivits som humoristisk, grov och vass.
Hans tidigaste verk gavs ut under Nicolae Ceaușescus kommunistregim, och på grund av hans subversivitet fick han både publiceringsförbud och hemarrest. Sedan dess har han kommit att involvera sig i en kulturstiftelse, bli press- och TV-kommentator samt bedriva affärsverksamheter såsom restauranger och kulturcentrum.
Hans verk har givits ut i Storbritannien, Frankrike, Tyskland, Nederländerna och Sverige.